# Nomenclàtor Toponímic de les Illes Balears
El Nomenclàtor Toponímic de les Illes Balears (NOTIB) és un corpus toponímic resultat d'un projecte vinculat a la Comissió Tècnica d'Assessorament Lingüístic del Departament de Filologia Catalana i Lingüística General de la Universitat de les Illes Balears, i posteriorment a l'Institut d'Estudis Catalans, que recull uns 50.000 noms de lloc de les Illes Balears amb caràcter d'oficialitat.
La iniciativa nasqué, davant la necessitat de tenir formes toponímiques oficials, dins el Departament de Filologia Catalana de la Universitat, que segons l'Estatut d'Autonomia és l'organisme assessor del Govern en matèria lingüística. El projecte, emprès el desembre de 1999 i presentat el 2017, és liderat pel catedràtic Joan Miralles i Montserrat, amb Xavier Gomila com a responsable per Menorca i Enric Ribes per Eivissa i Formentera. És el resultat de la combinació de fonts escrites (principalment, la Gran Enciclopèdia de Mallorca, el Corpus de Toponímia de Mallorca de Mascaró Pasarius, el DCVB i el Nomenclàtor de la toponímia major de les Illes Balears editat pel COFUC) i fonts orals.
Els objectius principals del projecte són:
1. Ajudar a l'administració en la tasca de retolació dels indrets toponímics amb la deguda grafia i forma
2. Fer una actualització de les dades toponímiques obtengudes aquests darrers anys en el marc dels grans projectes de recerca toponímica
3. Orientar els usuaris dels topònims en els aspectes gràfics i formals d'acord amb la normativa ortogràfica i gramatical vigent

El 2021 el Servei d'Informació Territorial de les Illes Balears (SITIBSA) presentà el Nomenclàtor Geogràfic de les Illes Balears, que incorpora les dades toponímiques del NOTIB i hi incorpora les dades georeferenciades, i és consultable a través de la Infraestructura de Dades Espacials de les Illes Balears de l'entitat.